# ひらいて
『ひらいて』は、綿矢りさによる日本の恋愛小説。『新潮』2012年5月号で発表後、同年7月に新潮社から単行本が刊行され、2015年2月1日に文庫化された。2021年には映画化された。
想いを寄せる男子高生が別の女子高生と恋愛関係にあると知った女子高生の三角関係を描く。

## あらすじ
一重瞼でオシャレな木村愛は、高校一年生のときに同級生の彼を好きになる。変わった彼の名前は、〝たとえ〟。受験生になった愛は、一年越しで同じクラスになったたとえに恋人がいることを知る。いつしか執着に変わり、果てには愛の心の根底に流れる狂気と結びつく恋心は、行くあてもなく恋人の美雪に向かっていく。〝狂気だけど、狂気じゃない〟三者のうねり暴れる情念と若さのエネルギーが、静かにひらいていく。

## 登場人物
木村愛
高校一の人気者である女子高生。片思いの男子高生に付き合っている同級生女子がいることを知り、予想外の行動に出る。
たとえ
愛と同じ高校に通う男子高生。愛の同級生である美雪と手紙のやり取りをしている。
美雪
愛の同級生であり、たとえの恋人。糖尿病を患っている。

## 書誌情報
- 単行本：2012年7月発売、新潮社、ISBN 978-4-10-332621-2
- 文庫本：2015年2月1日発売、新潮文庫、ISBN 978-4-10-126651-0

## 映画
2021年10月22日に公開された。監督・脚本は首藤凜、主演は山田杏奈。PG12指定。

### キャスト

#### 主要人物
木村愛
演 - 山田杏奈
高校3年生。成績もよく明るい人気者。どこか謎めいた西村たとえに思いを寄せている。
友達のいない美雪に近づき、親しくなっていく。自らの恋心を持てあまし衝動的な行動をする。
西村たとえ
演 - 作間龍斗（HiHi Jets / ジャニーズJr.）
愛のクラスメイト。成績優秀だが物静かで目立たない少年。美雪と手紙のやり取りをしている。
美雪との交際を知った上で、たとえに告白した愛の心をえぐる言葉を返してしまう。
新藤美雪
演 - 芋生悠
愛とは別のクラスの生徒。1型糖尿病を患っている。儚げで学校内でも目立たない生徒。
たとえと学校には秘密で付き合っている。愛とは二人だけの特別な時間を共有している。

#### 学校関係
竹内ミカ
演 - 鈴木美羽
愛のクラスメイト。多田のことが好き。
多田健
演 - 田中偉登
愛のクラスメイト。愛に告白するが他に好きな人がいると断られる。
岡野屋
演 - 山本浩司
愛の担任教師。
藤谷
演 - 河井青葉
国語教諭。
守屋
演 - 木下あかり
養護教諭。

#### 生徒の親
木村頼子
演 - 板谷由夏
愛の母親。
新藤泉
演 - 田中美佐子
美雪の母親。
西村崇
演 - 萩原聖人
たとえの父親。外面はいいが、たとえに対しては抑圧的で暴力的、ヒステリック。

### スタッフ
- 原作：綿矢りさ『ひらいて』（新潮文庫刊）
- 監督・脚本・編集：首藤凜
- 音楽：岩代太郎
- 主題歌：大森靖子「ひらいて」（avex trax）[10]
- 製作：石井紹良、川上純平、中村哲夫、荒木宏幸
- プロデューサー：杉田浩光、中村優子、富田朋子
- 配給：ショウゲート
- 制作プロダクション：テレビマンユニオン
- 製作：「ひらいて」製作委員会（マイシアターD.D.、博報堂DYミュージック&ピクチャーズ、テレビマンユニオン、アミューズ）

### ロケ地
- 栃木県足利市[11]

## 受賞
- 第22回ニッポン・コネクション ニッポン・ヴィジョンズ審査員賞